# Hôtel de Girard-Bureau
L'hôtel de Girard-Bureau, ou hôtel des Écuyers, est un édifice situé à Caen, dans le département du Calvados, en France. Il est inscrit au titre des Monuments historiques.

## Localisation
Le monument est situé au no 42 de la rue Écuyère. Il est situé dans le centre-ville ancien, à 100 mètres au nord de l'ancienne église Étienne-le-Vieux et à 300 mètres à l'est de l'église Saint-Étienne.

## Historique
Cet hôtel particulier date en partie du XVe siècle. Il appartint à Girard Bureau, premier vicomte de Caen après la reprise de la ville aux Anglais par Charles VII.

## Architecture
Le bâtiment a été très transformé au fil du temps. Dans la cour intérieure, le puits et une fenêtre gothique sont restés tels qu'ils étaient au XVe siècle.
La façade sur rue est inscrite au titre des Monuments historiques depuis le 13 juin 1927.

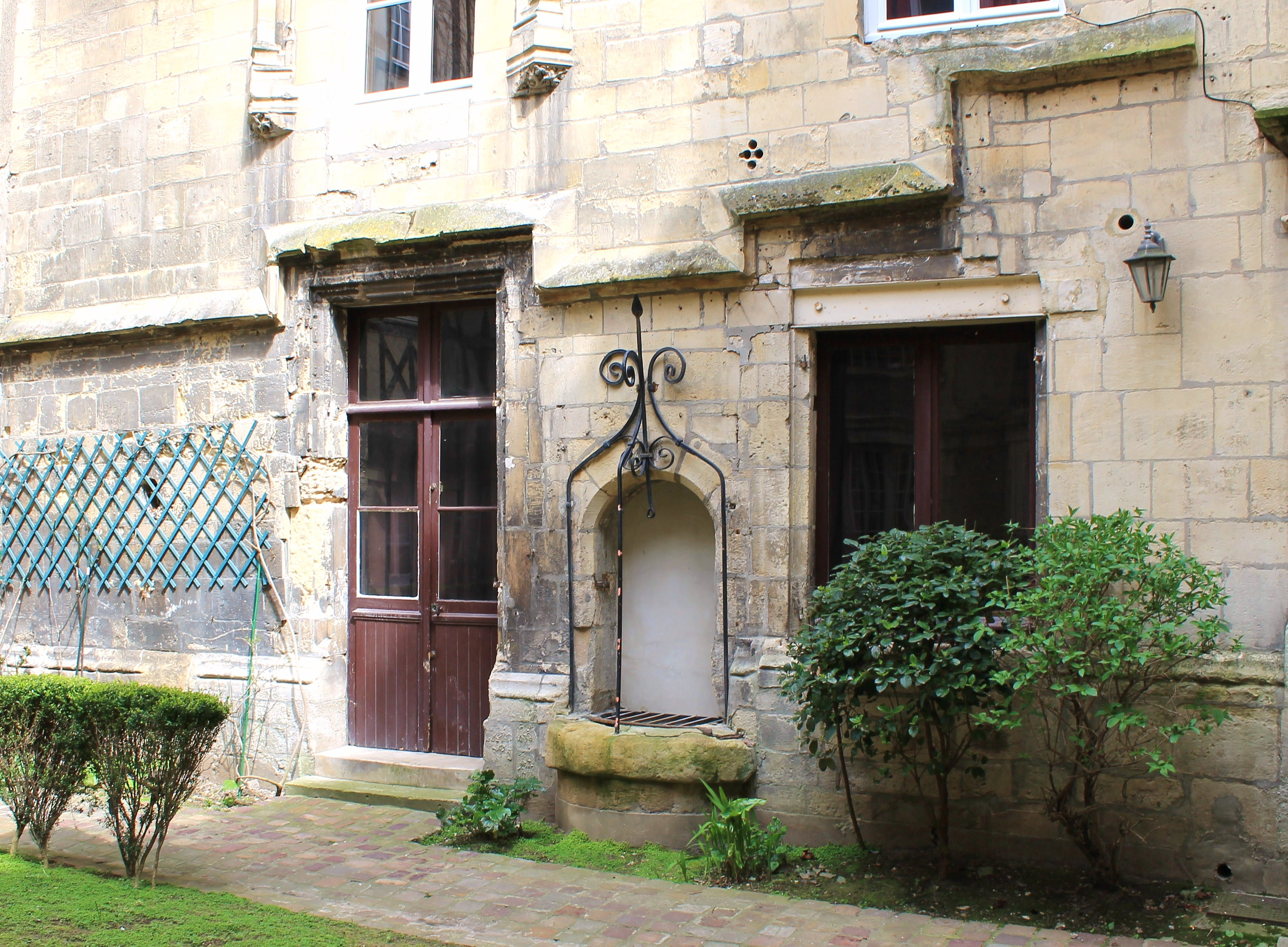
Le puits.
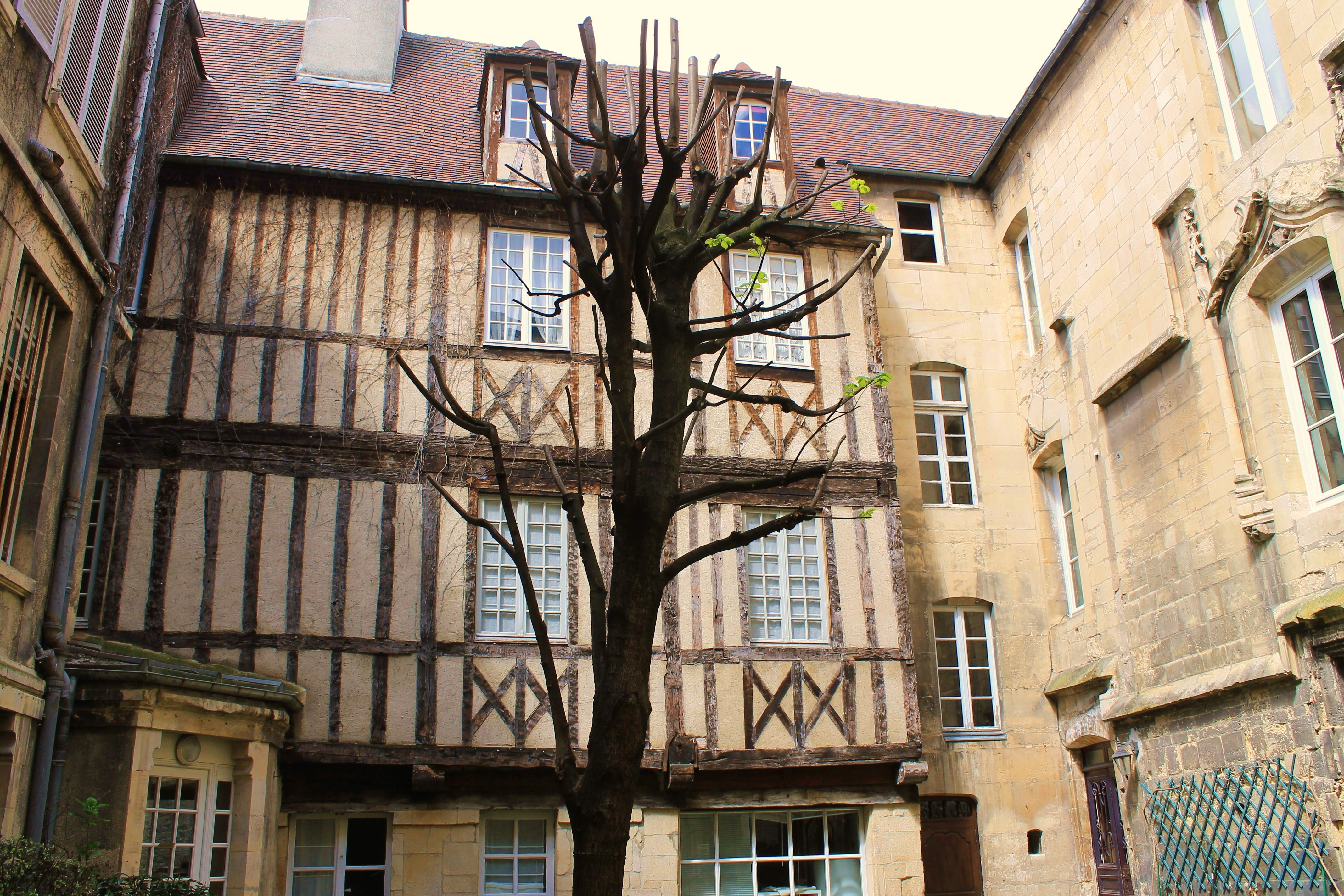
La cour intérieure.
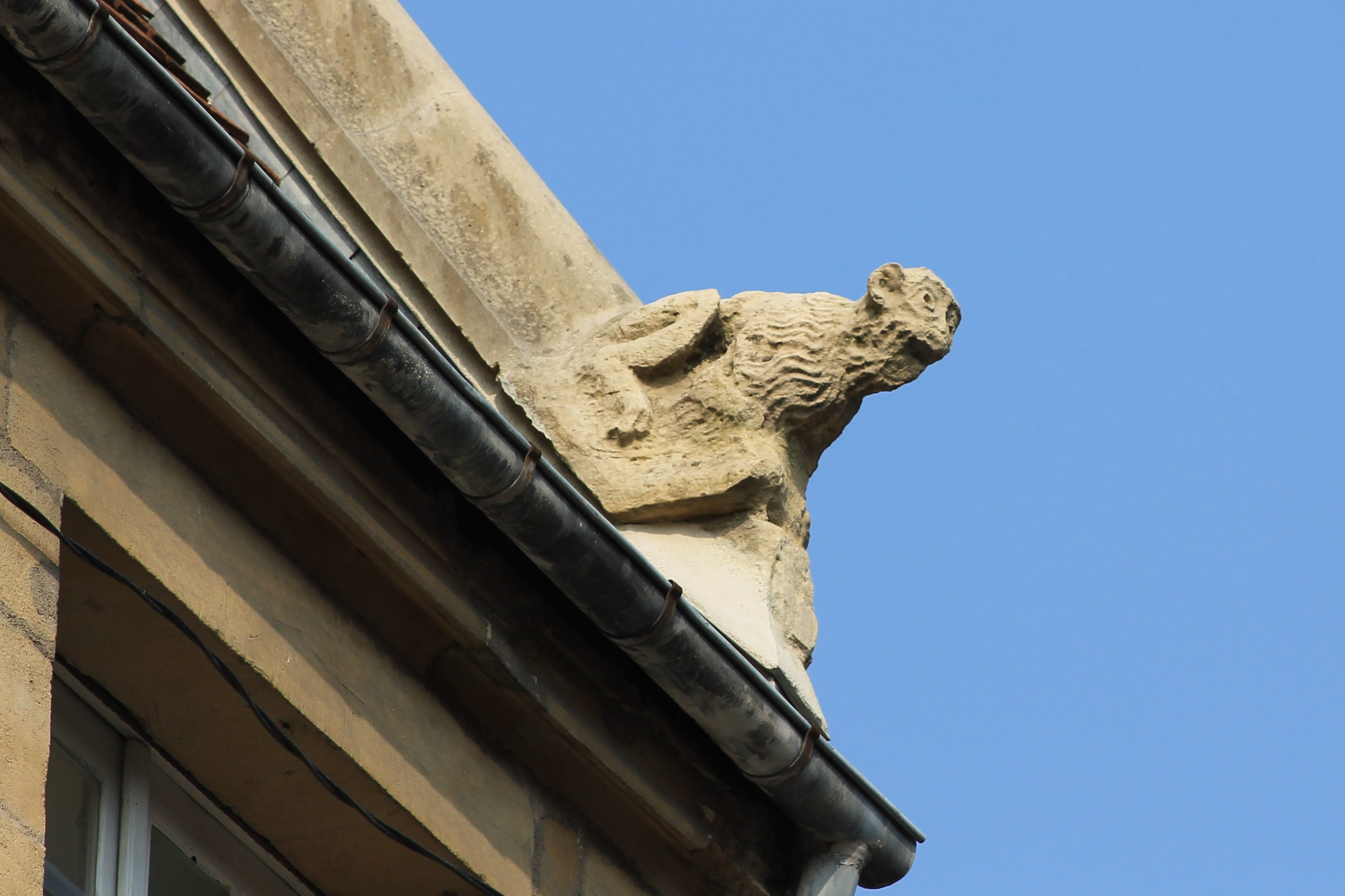
Une chimère.